# Le Mesnil-Aubert
Le Mesnil-Aubert – miejscowość i gmina we Francji, w regionie Normandia, w departamencie Manche.
Według danych na rok 1990 gminę zamieszkiwały 152 osoby, a gęstość zaludnienia wynosiła 26 osób/km² (wśród 1815 gmin Dolnej Normandii Le Mesnil-Aubert plasuje się na 734. miejscu pod względem liczby ludności, natomiast pod względem powierzchni na miejscu 811.).